# Krasov (Vidnava)
Krasov (w latach 1945–1958 Krasów; niem. Schubertskrosse) – osada, część gminy miejskiej Vidnava, położona w kraju ołomunieckim, w powiecie Jesionik, w Czechach.
W latach 1945–1958 miejscowość leżała w Polsce. 27 stycznia 1959, na mocy podpisanej w Warszawie 13 czerwca 1958 roku umowy między PRL i Czechosłowacją o ostatecznym wytyczeniu granicy państwowej, Krasów odłączono od gromady Kałków, włączając go do Czechosłowacji w wyniku wymiany terytoriów.